# Cal-Nev-Ari (Nevada)
Cal-Nev-Ari es un CDP localizado en el condado de Clark, Nevada, Estados Unidos, cerca del extremo sur del estado.
Según el censo de 2000, la ciudad tenía una población total de 278. El nombre del pueblo es una abreviatura silábica de California, Nevada y Arizona.

## Historia
Cal-Nev-Ari se creó a mediados de 1960 por Nancy y Kidwell Slim, quienes adquirieron una propiedad de 640 acres (2,59 km²), sección de tierra del Gobierno de los Estados Unidos; comenzaron el desarrollo de una comunidad basada en un aeropuerto. Además de la FAA designara el aeropuerto Kidwell, la comunidad ha crecido a lo largo de los años para incluir un casino, un motel, parques de casas móviles y autocaravana, el mercado de conveniencia, y más de 100 lotes residenciales.
Como consecuencia de los atentados del 11 de septiembre de 2001, los camiones y autocaravanas ya no están autorizados a pasar por encima de la presa Hoover. Como resultado, han sido desviados a través de la Ruta 95, cercana a Cal-Nev-Ari, con el fin de llegar a Arizona.

## Geografía

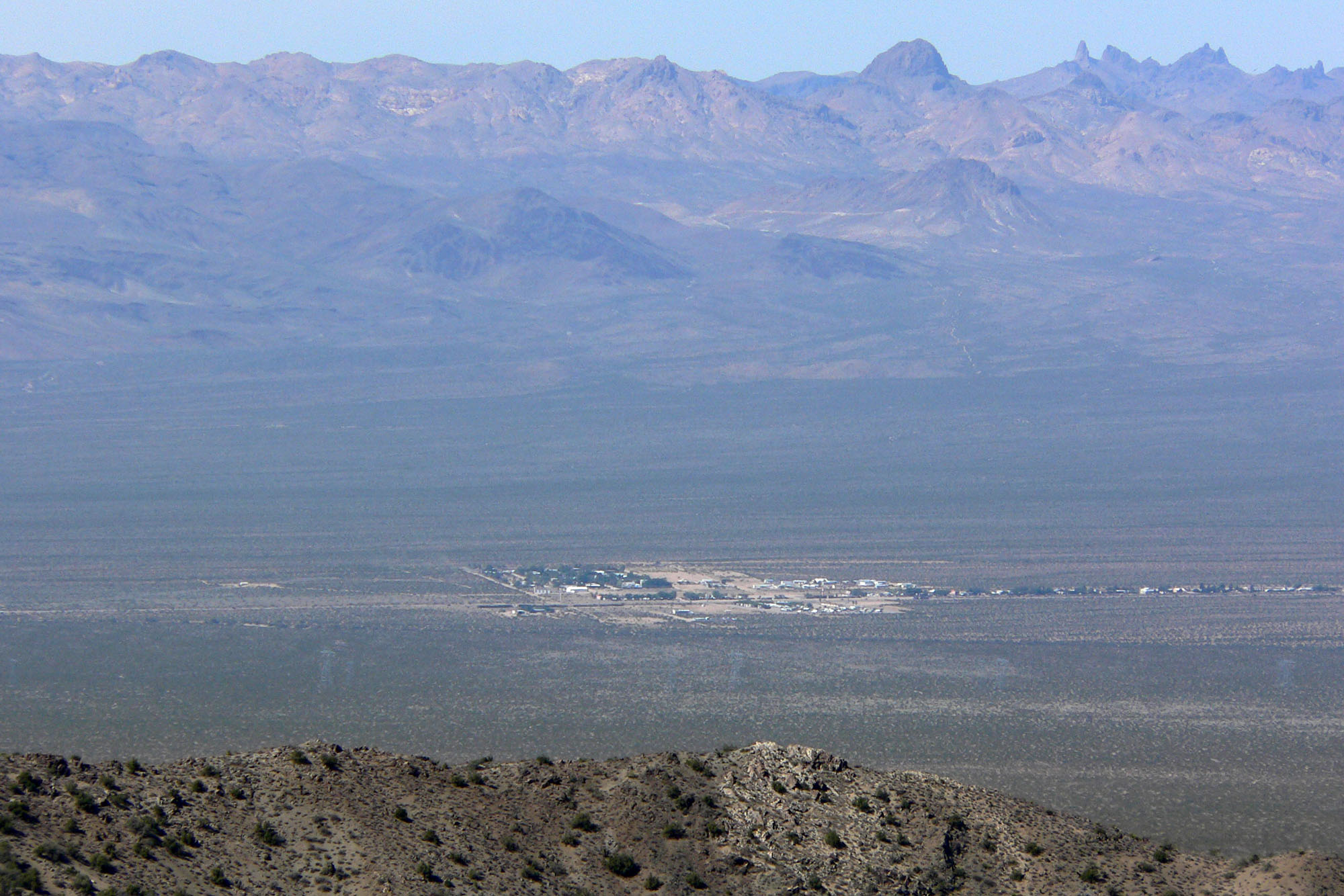
Imagen panorámica de Cal-Nev-Ari

Según la oficina del censo, el CDP tiene un área total de 2,3 millas cuadradas (5,96 km²).

## Demografía
Según el censo de 2000, en este CDP viven 278 habitantes, se hallan 154 hogares y habitan 93 familias; la densidad de la población es de aproximadamente 46.7 hab/km².
La cantidad de hogares es de 154 casas, lo que entrega una densidad promedio de 33.4 casas/km²; el 7.1% tiene niños menores de 18 años habitando en ellas, el 55.8% tiene parejas casadas viviendo juntas, el 1.9% tiene a una mujer jefa del hogar sin hombre en ella y un 39.6% contiene a alguien sin familia. El 33.8% de los hogares está compuesto por alguien viviendo solo y un 14.9% tiene viviendo a alguien solo mayor de 65 años. El promedio del tamaño de un hogar es de 1.81 y el promedio del tamaño familiar es de 2.20.
El índice racial de este CDP es de 95.32% blancos, 1.80% de otra raza y 2.88% de 2 o más razas. Hispanos o latinos de cualquier raza es de un 2.16% de la población total.
En este CDP, la población está compuesta por un 7.6% de menores de 18 años, un 1.1% entre 18 a 24, 14.7% entre 25 a 44, 42.1% entre 45 a 64 y un 34.5% por sobre los 65 años. El promedio de edad es de 59 años; por cada 100 mujeres hay 104.4 hombres, por cada 100 mujeres mayores de 18, hay 110.7 hombres.
Los ingresos medios en un hogar en Cal-Nev-Ari son de $42,563, y los ingresos medios de una familia es de $44,333. Los hombres tienen un ingreso medio de $24,632 versus $19,531 de las mujeres. El ingreso per cápita de este CDP es de $20,870; ningún núcleo familiar está bajo la línea de pobreza.